# هنتر رينفرو
جيمس هانتر رينفرو (ولد في 21 ديسمبر سنة 1995) هو لاعب كرة القدم الأمريكية المتلقي على نطاق واسع لفريق لاس فيغاس رايدرز من الرابطة الوطنية لكرة القدم (اتحاد كرة القدم الأميركي). لعب كرة القدم الجامعية في كليمسون حيث فاز ببطولتين وطنيتين وتم اختياره من قبل Raiders في الجولة الخامسة من 2019 مشروع NFL.

## المدرسة الثانوية
التحق رينفرو بمدرسة سوكاست الثانوية في ميرتل بيتش، ساوث كارولينا ، حيث كان والده تيم مدربًا لكرة القدم.  لقد لعب قورتربك لفريق سوكاست لكرة القدم وتم تقييمه بواسطة Rivals.com. باعتباره مجندًا بنجمتين.  تلقى عروضًا من ولاية أبالاتشي ، وغاردنر ويب ، والمشيخي ، ووفورد ، حيث لعب والده هناك . 

## مهنة الكلية
على الرغم من تلقي عروض المنح الدراسية للعب كرة القدم والبيسبول في المدارس في قسم بطولة كرة القدم ، لقد التحق رينفرو بجامعة كليمسون ، وانضم إلى فريق كليمسون تايجرز لكرة القدم . كان طوله 5 قدم 10 بوصة (1.78 م) ووزنه 155 رطل (70 كـغ) . و حصل على قميص أحمر في سنة 2014. وبحلول سنة 2015، عندما ارتفع إلى 176 رطل (80 كـغ) حصل على منحة دراسية.  لعب رينفرو جميع المباريات الـ 13 بصفته طالبًا جديدًا في قميص أحمر في عام 2015، حيث شارك في 10 مشاركات، وسجل 492 ياردة وخمسة هبوط . لقد تحصل على تمريرتين للهبوط في البطولة الوطنية لكرة القدم الجامعية لعام 2016 .  في سنة 2016، لعب رينفرو تسع مباريات فقط عندما كان طالبًا في السنة الثانية بسبب الإصابة. سجل 353 ياردة وحصل على 4 تمريرات هبوط.  في البطولة الوطنية لكرة القدم الجامعية لعام 2017 ضد ألاباما كريمسون تايد ، حصل على الهبوط الحائز على المباراة من لاعب الوسط ديشاون واتسون مع بقاء ثانية واحدة في المباراة. 